# Mark Griffiths (filmregisseur)
Mark Griffiths (Vancouver, 20 september 1962) is een Canadese scenarist en regisseur. Hij studeerde aan de universiteit van Stanford en de UCLA filmschool.
Hij is getrouwd met de actrice Louise Baker. Het koppel heeft twee kinderen.

## Filmografie
- The Unauthorized Melrose Place Story (2015)
- A Novel Romance (2015)
- June in January (2014)
- Nearlyweds (2013)
- How to Fall in Love (2012)
- Growing the Big One (2010)
- Au Pair 3: Adventure in Paradise (2009)
- Love's Unending Legacy (2007)
- What I Did for Love (2006)
- McBride: Requiem (2006)
- Our House (2006)
- Safe Harbor (2006)
- Jane Doe: The Wrong Face (2005)
- Mystery Woman: Mystery Weekend (2005)
- Going the Distance (2004)
- Beethoven's 5th (2003)
- The Miracle of the Cards (2001)
- Au Pair II (2001)
- Au Pair (1999)
- The Cowboy and the Movie Star (1998)
- Tactical Assault (1998) (direct-naar-video)
- Behind Enemy Lines (1997)
- Max Is Missing (1995) (ook als scenarist)
- Cheyenne Warrior (1994)
- Ultraviolet (1992) (ook als scenarist)
- A Cry in the Wild (1990)
- Heroes Stand Alone (1989)
- Hardbodies 2 (1986) (ook als scenarist)
- Hardbodies (1984) (ook als scenarist)
- Running Hot (1984) (ook als scenarist)
- And I Don't Mean Maybe (1984) (kortfilm)
- Perpetual Motion Machine (1973) (kortfilm)